# Avord
Avord est une commune française située dans l'est du département du Cher en région Centre-Val de Loire. Commune rurale, elle est située à une vingtaine de kilomètres à l'est-sud-est de Bourges et compte environ 2700 habitants. Elle abrite, avec la commune voisine de Farges-en-Septaine, la seconde plus grande base de l'armée de l'air française.

## Géographie
La commune est le chef-lieu du canton d'Avord depuis 2015 (issu de la fusion des anciens cantons de Baugy et de Sancergues), et par conséquent  bureau centralisateur du canton,.

### Voies de communication et transports
La gare d'Avord est une gare ferroviaire qui dessert la commune et se situe sur la ligne de Vierzon à Saincaize.

### Climat
Pour des articles plus généraux, voir Climat du Centre-Val de Loire et Climat du Cher.
En 2010, le climat de la commune est de type climat océanique dégradé des plaines du Centre et du Nord, selon une étude du CNRS s'appuyant sur une série de données couvrant la période 1971-2000. En 2020, Météo-France publie une typologie des climats de la France métropolitaine dans laquelle la commune est exposée à un climat océanique altéré et est dans la région climatique Centre et contreforts nord du Massif Central, caractérisée par un air sec en été et un bon ensoleillement.
Pour la période 1971-2000, la température annuelle moyenne est de 10,9 °C, avec une amplitude thermique annuelle de 15,6 °C. Le cumul annuel moyen de précipitations est de 760 mm, avec 11,7 jours de précipitations en janvier et 7,6 jours en juillet. Pour la période 1991-2020, la température moyenne annuelle observée sur la station météorologique la plus proche, située sur la commune de Farges-en-Septaine à 5 km à vol d'oiseau, est de 11,9 °C et le cumul annuel moyen de précipitations est de 756,5 mm,. Pour l'avenir, les paramètres climatiques de la commune estimés pour 2050 selon différents scénarios d'émission de gaz à effet de serre sont consultables sur un site dédié publié par Météo-France en novembre 2022.
| Mois                                  | jan.           | fév.             | mars            | avril           | mai             | juin           | jui.           | août           | sep.            | oct.            | nov.            | déc.            | année     |
| ------------------------------------- | -------------- | ---------------- | --------------- | --------------- | --------------- | -------------- | -------------- | -------------- | --------------- | --------------- | --------------- | --------------- | --------- |
| Température minimale moyenne (°C)     | 1,3            | 1                | 3,3             | 5,3             | 9               | 12,5           | 14,2           | 14,2           | 10,8            | 8,2             | 4,3             | 1,9             | 7,2       |
| Température moyenne (°C)              | 4,3            | 4,9              | 8,1             | 10,7            | 14,5            | 18,1           | 20,2           | 20,2           | 16,4            | 12,7            | 7,7             | 4,8             | 11,9      |
| Température maximale moyenne (°C)     | 7,2            | 8,8              | 13              | 16,2            | 20              | 23,7           | 26,2           | 26,2           | 22              | 17,1            | 11,1            | 7,8             | 16,6      |
| Record de froid (°C) date du record   | −21 09.01.1985 | −19,2 14.02.1929 | −12,6 01.03.05  | −5,5 09.04.1977 | −2,4 03.05.1979 | 1,6 05.06.1976 | 4,9 01.07.1975 | 3,8 31.08.1986 | −0,2 30.09.1936 | −5,7 30.10.1997 | −9,4 24.11.1998 | −17 31.12.1939  | −21 1985  |
| Record de chaleur (°C) date du record | 18,2 30.01.02  | 22,6 28.02.1960  | 28,8 25.03.1955 | 29 16.04.1949   | 31,1 27.05.05   | 38,5 27.06.19  | 40,9 25.07.19  | 39,8 06.08.03  | 36 05.09.23     | 32,2 01.10.1985 | 24,3 07.11.15   | 20,6 16.12.1989 | 40,9 2019 |
| Ensoleillement (h)                    | 654            | 875              | 1 503           | 1 777           | 2 084           | 2 251          | 238            | 2 305          | 1 851           | 1 229           | 728             | 606             | 18 242    |
| Précipitations (mm)                   | 57,5           | 51,3             | 52,2            | 62,3            | 74,6            | 59,1           | 64,6           | 57,2           | 62,4            | 75,6            | 70,9            | 68,8            | 756,5     |

## Urbanisme

### Typologie
Au 1er janvier 2024, Avord est catégorisée bourg rural, selon la nouvelle grille communale de densité à 7 niveaux définie par l'Insee en 2022.
Elle appartient à l'unité urbaine d'Avord, une agglomération intra-départementale dont elle est ville-centre,. Par ailleurs la commune fait partie de l'aire d'attraction de Bourges, dont elle est une commune de la couronne,. Cette aire, qui regroupe 111 communes, est catégorisée dans les aires de 50 000 à moins de 200 000 habitants,.

### Occupation des sols
L'occupation des sols de la commune, telle qu'elle ressort de la base de données européenne d’occupation biophysique des sols Corine Land Cover (CLC), est marquée par l'importance des territoires agricoles (88,8 % en 2018), en augmentation par rapport à 1990 (81,8 %). La répartition détaillée en 2018 est la suivante : 
terres arables (75,3 %), prairies (9,5 %), zones urbanisées (4,4 %), zones agricoles hétérogènes (3,9 %), zones industrielles ou commerciales et réseaux de communication (3,4 %), forêts (1,8 %), milieux à végétation arbustive et/ou herbacée (1,7 %).
L'évolution de l’occupation des sols de la commune et de ses infrastructures peut être observée sur les différentes représentations cartographiques du territoire : la carte de Cassini (XVIIIe siècle), la carte d'état-major (1820-1866) et les cartes ou photos aériennes de l'IGN pour la période actuelle (1950 à aujourd'hui).

### Risques majeurs
Le territoire de la commune d'Avord est vulnérable à différents aléas naturels : météorologiques (tempête, orage, neige, grand froid, canicule ou sécheresse), inondations, mouvements de terrains et séisme (sismicité faible). Il est également exposé à deux risques technologiques,  le transport de matières dangereuses et. Un site publié par le BRGM permet d'évaluer simplement et rapidement les risques d'un bien localisé soit par son adresse soit par le numéro de sa parcelle.

#### Risques naturels
Certaines parties du territoire communal sont susceptibles d’être affectées par le risque d’inondation par débordement de cours d'eau, notamment l'Yèvre. La commune a été reconnue en état de catastrophe naturelle au titre des dommages causés par les inondations et coulées de boue survenues en 1982, 1999 et 2016,.

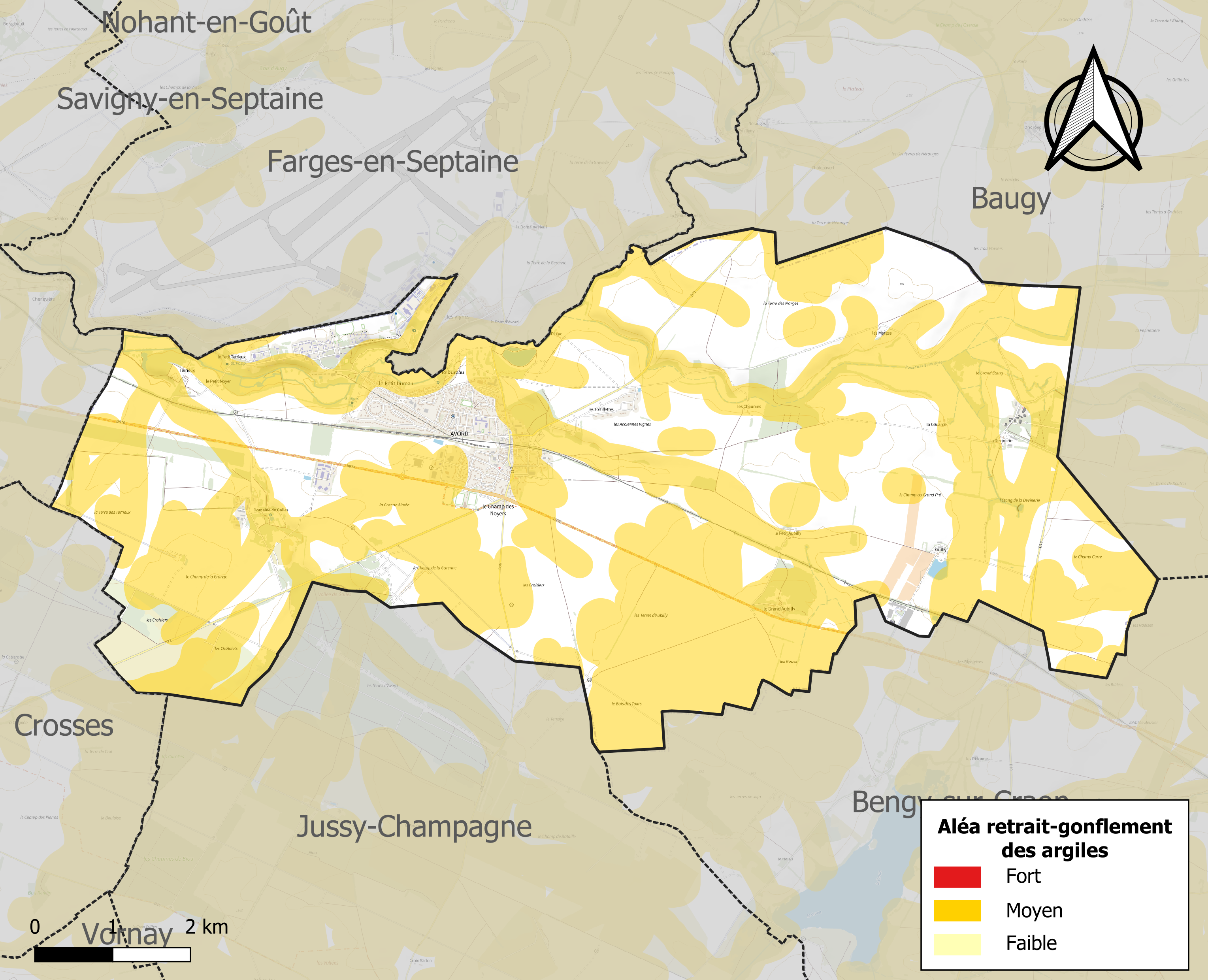
Carte des zones d'aléa retrait-gonflement des sols argileux d'Avord.

La commune est vulnérable au risque de mouvements de terrains constitué principalement du retrait-gonflement des sols argileux. Cet aléa est susceptible d'engendrer des dommages importants aux bâtiments en cas d’alternance de périodes de sécheresse et de pluie. 62,6 % de la superficie communale est en aléa moyen ou fort (90 % au niveau départemental et 48,5 % au niveau national). Sur les 947 bâtiments dénombrés sur la commune en 2019, 249 sont en aléa moyen ou fort, soit 26 %, à comparer aux 83 % au niveau départemental et 54 % au niveau national. Une cartographie de l'exposition du territoire national au retrait gonflement des sols argileux est disponible sur le site du BRGM,.
Concernant les mouvements de terrains, la commune a été reconnue en état de catastrophe naturelle au titre des dommages causés par des mouvements de terrain en 1999.

#### Risques technologiques
Le risque de transport de matières dangereuses sur la commune est lié à sa traversée par des infrastructures routières ou ferroviaires importantes ou la présence d'une canalisation de transport d'hydrocarbures. Un accident se produisant sur de telles infrastructures est en effet susceptible d’avoir des effets graves au bâti ou aux personnes jusqu’à 350 m, selon la nature du matériau transporté. Des dispositions d’urbanisme peuvent être préconisées en conséquence.
En cas d’accident grave, certaines installations nucléaires sont susceptibles de rejeter dans l’atmosphère de l’iode radioactif. La commune étant située à proximité d’installations militaires de défense, la base aérienne 702 Avord, elle est exposée au risque nucléaire. À ce titre les habitants de la commune ont bénéficié, à titre préventif, d'une distribution de comprimés d’iode stable dont l’ingestion avant rejet radioactif permet de pallier les effets sur la thyroïde d’une exposition à de l’iode radioactif. En cas d'incident ou d'accident nucléaire, des consignes de confinement ou d'évacuation peuvent être données et les habitants peuvent être amenés à ingérer, sur ordre du préfet, les comprimés en leur possession.

## Toponymie
Vor est relevé dès 1064, Avor en 1123, 1164, 1229, Avour en 1409 et 1523, Avorz en 1219 et finalement, Avord en 1507 et 1665. 
De centre d'habitat, le village devient très tôt un centre religieux car l'église, par ses parties les plus anciennes, remonte au XIe siècle.

## Histoire
En 1873, la première école militaire d’infanterie de l'armée est créée par le général Ducrot au camp d'Avord.
En 1908, à la suite d'une demande de l'Assemblée nationale, poussé par le prince d'Arenberg, une recherche d'un lieu pour implanter une  « station aéronautique » débute dans le département du Cher. En 1910, à la suite des grandes manœuvres de Picardie qui ont révélé les services que l'aviation militaire pourrait rendre aux armées, le ministre de la Guerre s'intéresse au projet du Cher. Après la visite par le général Hirschauer, responsable de l'aérostation, le camp d'infanterie d'Avord est choisi pour devenir un « champ d'aviation ». Devant l'assemblée départementale, le prince d'Arenberg déclare alors que « Avord sera le Saumur de l'aviation ».
Pendant la Première Guerre mondiale, ce champ d'aviation va devenir une des plus importantes écoles d'aviation militaire, avec celles situées près des villes de Chartres, de Châteauroux ou encore d'Istres. Cette école est la première à développer l'entraînement approfondi au vol de nuit. L'aéroport militaire est aujourd'hui la seconde base aérienne française. 
.
Pendant la Seconde Guerre mondiale, un Centre de rassemblement des étrangers est installé à Avord par le régime de Vichy.

## Politique et administration

### Liste des maires
| Période                                  | Période   | Identité                 | Étiquette         | Qualité                                                                          |
| ---------------------------------------- | --------- | ------------------------ | ----------------- | -------------------------------------------------------------------------------- |
| 1964                                     | juin 1995 | Gabriel Rhit (1921-2003) |                   |                                                                                  |
| juin 1995                                | mai 2020  | Pierre-Étienne Goffinet  | RPR puis UMP → LR | Chef d'entreprise Président de la CC de la Septaine (1999 → 2020)                |
| mai 2020                                 | En cours  | Alain Blanchard          | SE                | Retraité de l'Armée de l'air 5e vice-président de la CC de la Septaine (2020 → ) |
| Les données manquantes sont à compléter. |           |                          |                   |                                                                                  |

### Politique environnementale
Ville fleurie : 2e fleur  depuis 2012 (la première en 2006) attribuée par le conseil national des villes et villages fleuris de France au concours des villes et villages fleuris.

## Population et société

### Démographie
L'évolution du nombre d'habitants est connue à travers les recensements de la population effectués dans la commune depuis 1793. Pour les communes de moins de 10 000 habitants, une enquête de recensement portant sur toute la population est réalisée tous les cinq ans, les populations de référence des années intermédiaires étant quant à elles estimées par interpolation ou extrapolation. Pour la commune, le premier recensement exhaustif entrant dans le cadre du nouveau dispositif a été réalisé en 2005.

En 2022, la commune comptait 2 908 habitants, en évolution de +11,59 % par rapport à 2016 (Cher : −2,48 %, France hors Mayotte : +2,11 %).
| 1793 | 1800 | 1806 | 1821 | 1831 | 1836 | 1841 | 1846 | 1851 |
| ---- | ---- | ---- | ---- | ---- | ---- | ---- | ---- | ---- |
| 370  | 307  | 357  | 266  | 253  | 319  | 372  | 321  | 390  |

| 1856 | 1861 | 1866 | 1872 | 1876 | 1881 | 1886 | 1891 | 1896 |
| ---- | ---- | ---- | ---- | ---- | ---- | ---- | ---- | ---- |
| 392  | 362  | 356  | 452  | 597  | 560  | 515  | 525  | 502  |

| 1901 | 1906 | 1911 | 1921 | 1926 | 1931 | 1936  | 1946  | 1954  |
| ---- | ---- | ---- | ---- | ---- | ---- | ----- | ----- | ----- |
| 448  | 502  | 491  | 415  | 485  | 580  | 1 019 | 1 002 | 2 007 |

| 1962  | 1968  | 1975  | 1982  | 1990  | 1999  | 2005  | 2006  | 2010  |
| ----- | ----- | ----- | ----- | ----- | ----- | ----- | ----- | ----- |
| 1 908 | 2 132 | 2 350 | 2 492 | 2 079 | 2 334 | 2 646 | 2 617 | 2 675 |

| 2015  | 2020  | 2022  | - | - | - | - | - | - |
| ----- | ----- | ----- | - | - | - | - | - | - |
| 2 616 | 2 804 | 2 908 | - | - | - | - | - | - |

### Enseignement
La commune accueille les élèves du primaire dans une école maternelle et une école élémentaire de neuf classes.
Le collège George Sand scolarise les enfants du secteur.

## Culture locale et patrimoine

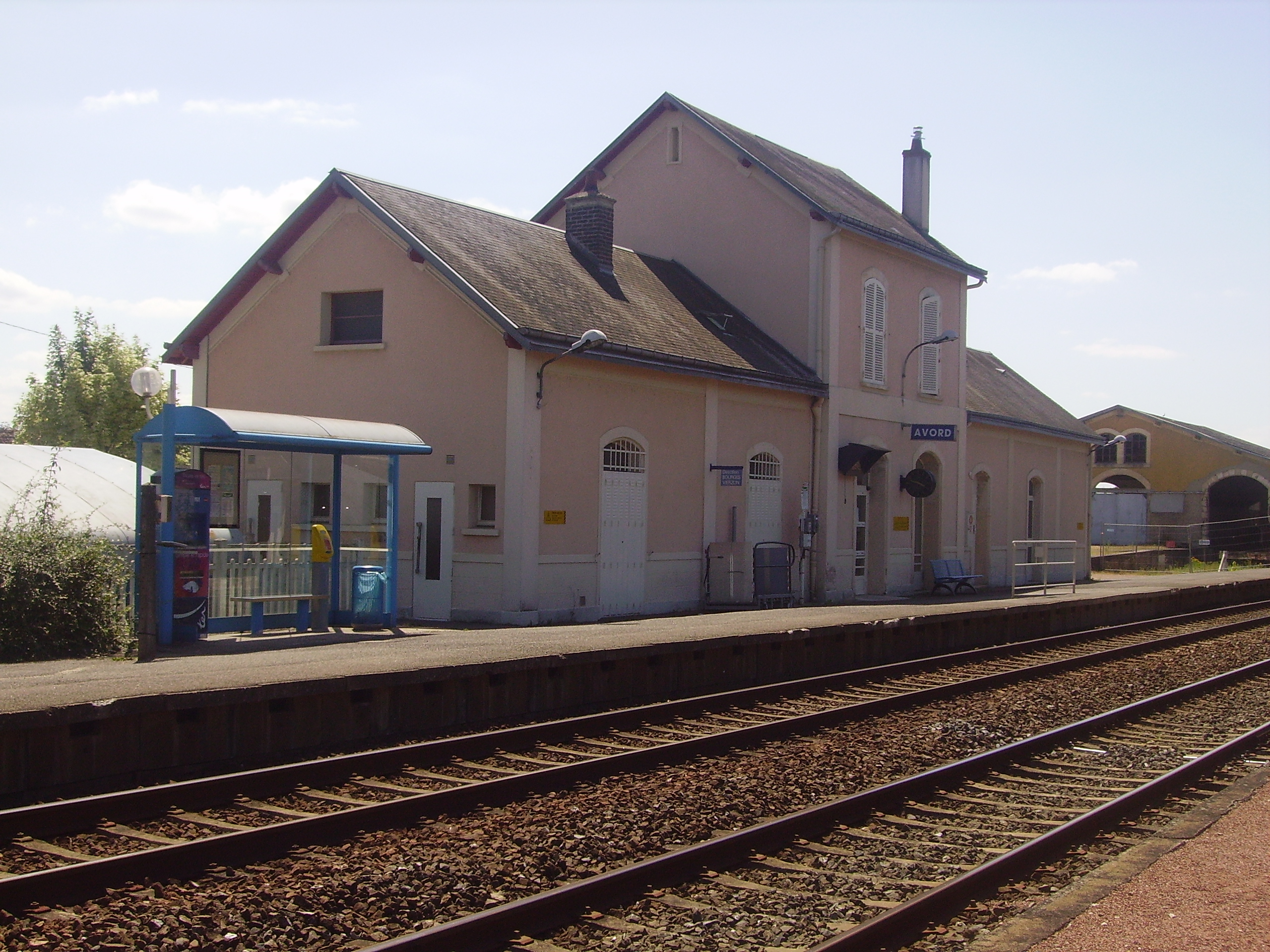
La gare.

### Lieux et monuments
- Église Saint-Hugues d'Avord, datée du XIe siècle[22],[30].
- La base aérienne 702 Avord de l'armée de l'air française constitue le groupement de soutien de la base de défense de Bourges-Avord, créé en 2011.
- Étang de Pilsac abritant, entre autres, des carpes amour.

### Jumelages et partenariats
- 1977 :  Aindling (arrondissement d'Aichach-Friedberg, Bavière).
- Beauvechain, en Brabant wallon (Belgique), siège également d'une base militaire.

### Personnalités liées à la commune
- Élisabeth Catez, en religion Élisabeth de la Trinité, née à Avord en 1880, morte en 1906 à l’âge de 26 ans au carmel de Dijon. Déclarée « Bienheureuse »  par le pape Jean-Paul II en 1984. Jeune femme à la spiritualité très forte, contemporaine de Thérèse de Lisieux avec laquelle elle présente de nombreuses similitudes[31].
- Georges Madon, pilote de chasse de la Première Guerre mondiale, capitaine, passa en 1913 son brevet de pilote militaire sur la base d’Avord, qui porte son nom[32].
- Antoine de Saint-Exupéry, écrivain français, passa quelques mois à l’école militaire d’Avord en 1922, après avoir été reçu élève-officier de réserve, et avant d’être affecté à Villacoublay[33].

### Héraldique
| Blason d'Avord | Les armes d’Avord se blasonnent ainsi : Coupé : au 1er d’azur à la croisette d’or et au besant du même brochant figuré d’un agneau pascal, au 2e de sinople aux deux demi-vols adossés d’or, à la fasce ondée d’argent brochant sur la partition. |